# 北海道道306号丸瀬布上渚滑線
北海道道306号丸瀬布上渚滑線（ほっかいどうどう306ごう まるせっぷかみしょこつせん）は、北海道紋別郡遠軽町丸瀬布と紋別市上渚滑町を結ぶ一般道道（北海道道）である。

## 概要
未舗装区間、1車線区間がある。また大型車両は通行できない。

### 路線データ
- 起点：北海道紋別郡遠軽町丸瀬布中町（国道333号交点）
- 終点：北海道紋別市上渚滑町7丁目（国道273号上・北海道道804号和訓辺上渚滑線交点）
- 路線延長：44.6 km（総延長）

## 歴史
- 1957年（昭和32年）7月25日 - 267号として路線認定[1]。
- 1994年（平成6年）10月1日 - 路線番号を306号に変更[2]。

## 路線状況

### 重複区間
- 紋別市上渚滑町更生 - 紋別市上渚滑町7丁目（国道273号）

### 主な峠
- 丸立峠

遠軽町と紋別市の境界にあり、かつては冬季のみ通行止めであったが、2007年（平成19年）以降は落石のため、通年通行止めとなっている。

## 地理

### 通過する自治体
- オホーツク総合振興局
  - 紋別郡遠軽町
  - 紋別市

### 交差する道路
遠軽町
- 国道333号 - 丸瀬布中町（起点）
- 北海道道1070号上武利丸瀬布線 - 丸瀬布中町、丸瀬布東町交差点

紋別市
- 北海道道137号遠軽雄武線 - 上渚滑町中立牛（2ヶ所）
- 北海道道932号上渚滑原野上渚滑線 - 上渚滑町下立牛
- 国道273号

### 沿線にある施設など
遠軽町
- JR北海道 石北本線 丸瀬布駅 - 丸瀬布水谷町

紋別市
- 紋別市立上渚滑中学校 - 上渚滑町1丁目
- 北見信用金庫上渚滑支店 - 上渚滑町7丁目